# 拉克希
拉克希，是匈牙利绍莫吉州所辖的一个村。总面积15.17平方公里，总人口476，人口密度31.4人/平方公里（2011年1月1日）。